# Gouvernement Sellal IV
Pour les articles homonymes, voir Gouvernement Abdelmalek Sellal.
République algérienne
Sellal III Tebboune
Le gouvernement Sellal IV est nommé le 14 mai 2015.
Les changements notables concernent trois ministères, celui de l'Intérieur avec la nomination de Noureddine Bedoui, celui des Finances avec celle de Abderrahmane Benkhalfa et celui de l'Énergie avec la désignation de Salah Khebri.
Un ministère de plein droit chargé des Affaires maghrébines et africaines est créé. L'autre élément marquant concerne la nomination en tant que Ministre de la poste et des technologies de l'information et de la communication de Houda-Imane Faraoun, âgée de 36 ans, elle devient plus jeune femme ministre dans ce gouvernement.
Un ajustement a eu le 23 juillet 2015 avec le limogeage du ministre du Commerce Amara Benyounès. Sid Ahmed Ferroukhi récupère aussi le portefeuille de l'Agriculture.
Le 11 juin 2016, un remaniement a eu lieu,. Les principaux changements opérés par celui-ci concernent la sortie d'Amar Ghoul en poste depuis 17 ans au gouvernement et dans un contexte économique difficile, le remplacement du ministre des finances Abderrahmane Benkhelfa par son ministre délégué Hadji Baba Ami ainsi que le regroupement au sein d'un même ministère des portefeuilles des travaux publics et des transports pour la première fois depuis 1966.

## Composition

### Initiale (14 mai 2015)
- Président de la République, Ministre de la défense nationale : Abdelaziz Bouteflika
- Premier ministre : Abdelmalek Sellal
- Vice-Ministre de la défense nationale et chef d'état major : Ahmed Gaïd Salah
- Ministre de l'intérieur et des collectivités locales : Noureddine Bedoui
- Ministre d'État, Ministre des affaires étrangères et de la coopération internationale : Ramtane Lamamra
  - le titre de ministre d'état et la coopération internationale lui sont ajoutés le 18 mai 2015[4]
- Ministre de la justice, garde des sceaux : Tayeb Louh
- Ministre des finances : Abderrahmane Benkhalfa
- Ministre des affaires maghrébines et africaines  et de la ligue arabe : Abdelkader Messahel
  - la coopération internationale lui est retirée et la ligue arabe lui est ajoutée le 18 mai 2015
- Ministre de l’industrie et des mines : Abdeslam Bouchouareb
- Ministre de l'Énergie : Salah Khebri
- Ministre des moudjahidine : Tayeb Zitouni
- Ministre des Affaires religieuses et des wakfs : Mohamed Aïssa
- Ministre du Commerce : Amara Benyounès
  - Bakhti Belaïb (à partir du 23 juillet 2015)[5]
- Ministre de l'aménagement du territoire, du tourisme et de l'artisanat : Amar Ghoul
- Ministre de l’agriculture et du développement rural : Abdelkader Kadi
- Ministre des ressources en eau et de l'environnement: Abdelwahab Nouri
- Ministre de l’habitat et de l’urbanisme et de la ville : Abdelmadjid Tebboune
- Ministre des travaux publics : Abdelkader Ouali
- Ministre des transports : Boudjemaa Talai
- Ministre de l'éducation nationale : Nouria Benghabrit-Remaoun
- Ministre de l’enseignement supérieur et de la recherche scientifique : Tahar Hadjar
- Ministre de la formation et de l’enseignement professionnels : Mohamed Mebarki
- Ministre du travail, de l'emploi et de la sécurité sociale : Mohamed El Ghazi
- Ministre de la culture : Azzedine Mihoubi
- Ministre de la solidarité nationale, de la famille et de la condition féminine : Mounia Meslem
- Ministre des relations avec le parlement : Tahar Khaoua
- Ministre de la santé, de la population et de la réforme hospitalière : Abdelmalek Boudiaf
- Ministre de la jeunesse et des sports : Mohamed Khomri
  - Absent pour cause de maladie, l'intérim est assuré par Mohamed El Ghazi, ministre du travail à partir du 1er juillet 2015
- Ministre de la communication : Hamid Grine
- Ministre de la poste et des technologies de l'information et de la communication : Houda-Imane Faraoun
- Ministre de la pêche et des ressources halieutiques : Sid Ahmed Ferroukhi

- Ministre délégué auprès du ministre des finances, chargé du budget et de la prospective : Hadji Baba Ammi
- Ministre déléguée auprès du ministre de l'aménagement du territoire, du tourisme et de l'artisanat, chargée de l'artisanat : Aïcha Tagbou

- Ministre, secrétaire général du gouvernement : Ahmed Noui
- Ministre, directeur du cabinet du Premier ministre : Mustapha Karim Rahiel
- Ministre, conseiller auprès du Président de la République, chargé des questions de l'énergie : Youcef Yousfi
  - Nommé le 18 mai 2015

### Remaniement du 23 juillet 2015
- Président de la République, Ministre de la défense nationale : Abdelaziz Bouteflika
- Premier ministre : Abdelmalek Sellal
- Vice-Ministre de la défense nationale et chef d'état major : Ahmed Gaïd Salah
- Ministre de l'intérieur et des collectivités locales : Noureddine Bedoui
- Ministre d'État, Ministre des affaires étrangères et de la coopération internationale : Ramtane Lamamra
- Ministre de la justice, garde des sceaux : Tayeb Louh
- Ministre des finances : Abderrahmane Benkhalfa
- Ministre des affaires maghrébines et africaines  et de la ligue arabe : Abdelkader Messahel
- Ministre de l’industrie et des mines : Abdeslam Bouchouareb
- Ministre de l'Énergie : Salah Khebri
- Ministre des moudjahidine : Tayeb Zitouni
- Ministre des Affaires religieuses et des wakfs : Mohamed Aïssa
- Ministre du Commerce : Bakhti Belaïb[5]
- Ministre de l'aménagement du territoire, du tourisme et de l'artisanat : Amar Ghoul
- Ministre de la pêche et des ressources halieutiques, ministre de l'agriculture et du développement rural : Sid Ahmed Ferroukhi
- Ministre des ressources en eau et de l'environnement: Abdelwahab Nouri
- Ministre de l’habitat et de l’urbanisme et de la ville : Abdelmadjid Tebboune
- Ministre des travaux publics : Abdelkader Ouali
- Ministre des transports : Boudjemaa Talai
- Ministre de l'éducation nationale : Nouria Benghabrit-Remaoun
- Ministre de l’enseignement supérieur et de la recherche scientifique : Tahar Hadjar
- Ministre de la formation et de l’enseignement professionnels : Mohamed Mebarki
- Ministre du travail, de l'emploi et de la sécurité sociale : Mohamed El Ghazi
- Ministre de la culture : Azzedine Mihoubi
- Ministre de la solidarité nationale, de la famille et de la condition féminine : Mounia Meslem
- Ministre des relations avec le parlement : Tahar Khaoua
- Ministre de la santé, de la population et de la réforme hospitalière : Abdelmalek Boudiaf
- Ministre de la jeunesse et des sports : El Hadi Ould Ali
- Ministre de la communication : Hamid Grine
- Ministre de la poste et des technologies de l'information et de la communication : Houda-Imane Faraoun

- Ministre délégué auprès du ministre des finances, chargé du budget et de la prospective : Hadji Baba Ammi
- Ministre déléguée auprès du ministre de l'aménagement du territoire, du tourisme et de l'artisanat, chargée de l'artisanat : Aïcha Tagbou

- Ministre, secrétaire général du gouvernement : Ahmed Noui
- Ministre, directeur du cabinet du Premier ministre : Mustapha Karim Rahiel
- Ministre, conseiller auprès du Président de la République, chargé des questions de l'énergie : Youcef Yousfi

### Remaniement du 11 juin 2016
Les nouveaux ministres sont indiqués en gras, ceux ayant changé d'attributions en italique.
- Président de la République, ministre de la Défense nationale : Abdelaziz Bouteflika
- Premier ministre : Abdelmalek Sellal
- Ministre d’État, Conseiller spécial auprès du président de la République, Représentant personnel du chef de l’État : Boualem Bessaih[6] (mort le 28/07/2016)
- Vice-ministre de la Défense nationale et chef d'état major : Ahmed Gaïd Salah
- Ministre de l'Intérieur et des collectivités locales : Noureddine Bedoui
- Ministre d'État, Ministre des Affaires étrangères et de la Coopération internationale : Ramtane Lamamra
- Ministre de la Justice, Garde des sceaux : Tayeb Louh
- Ministre des Finances : Hadji Baba Ammi
- Ministre des Affaires maghrébines et africaines et de la Ligue arabe : Abdelkader Messahel
- Ministre de l’Industrie et des Mines : Abdeslam Bouchouareb
- Ministre de l'Énergie : Noureddine Boutarfa
- Ministre des Moudjahidine :
  - Tayeb Zitouni (jusqu'au 6 avril 2017)
  - Mohamed Aïssa (intérim)
- Ministre des Affaires religieuses et des Wakfs : Mohamed Aïssa
- Ministre du Commerce :
  - Bakhti Belaïb (mort le 26 janvier 2017)
  - Abdelmadjid Tebboune (intérim)
- Ministre de l'Aménagement du territoire, du Tourisme et de l'Artisanat : Abdelwahab Nouri
- Ministre de l’Agriculture et du Développement rural et de la Pêche : Abdesslam Chelgham
- Ministre des Ressources en eau et de l'Environnement :
  - Abdelkader Ouali (jusqu'au 6 avril 2017)
  - Noureddine Boutarfa (intérim)
- Ministre de l’Habitat et de l’Urbanisme et de la Ville : Abdelmadjid Tebboune
- Ministre des Travaux publics et des Transports :
  - Boudjemaa Talai (jusqu'au 6 avril 2017)
  - Abdelmalek Boudiaf (intérim)
- Ministre de l'Éducation nationale : Nouria Benghabrit-Remaoun
- Ministre de l’Enseignement supérieur et de la recherche scientifique :
  - Tahar Hadjar (jusqu'au 6 avril 2017)
  - Mohamed Mebarki (intérim)
- Ministre de la Formation et de l’enseignement professionnels : Mohamed Mebarki
- Ministre du Travail, de l'Emploi et de la Sécurité sociale : Mohamed El Ghazi
- Ministre de la Culture : Azzedine Mihoubi
- Ministre de la Solidarité nationale, de la famille et de la condition féminine : Mounia Meslem
- Ministre des Relations avec le Parlement : 
  - Ghania Eddalia (jusqu'au 6 avril 2017)
  - Azzedine Mihoubi (intérim)
- Ministre de la santé, de la population et de la réforme hospitalière : Abdelmalek Boudiaf
- Ministre de la Jeunesse et des Sports : El Hadi Ould Ali
- Ministre de la Communication : Hamid Grine
- Ministre de la Poste et des Technologies de l'information et de la communication : Houda-Imane Faraoun
- Ministre de la Pêche et des Ressources halieutiques : Sid Ahmed Ferroukhi

- Ministre délégué auprès du ministre des Finances, chargé de l’économie numérique et de la modernisation des systèmes financiers : Mouatassem Boudiaf
- Ministre déléguée auprès du ministre de l'Aménagement du territoire, du tourisme et de l'artisanat, chargée de l'artisanat : Aïcha Tagbou

- Ministre, secrétaire général du gouvernement : Ahmed Noui
- Ministre, directeur du cabinet du Premier ministre : Mustapha Karim Rahiel
- Ministre, conseiller auprès du président de la République, chargé des questions de l'énergie : Youcef Yousfi

## Trombinoscope

### Premier ministre
| Image             | Fonction         | Nom               | Parti |
| ----------------- | ---------------- | ----------------- | ----- |
| Abdelmalek Sellal | Premier ministre | Abdelmalek Sellal | FLN   |

### Ministres
| Image | Fonction | Nom                       | Parti |
| ----- | --- | ------------------------- | ----- |
|       | Ministre d'État, Ministre des Affaires étrangères et de la Coopération internationale                                                       | Ramtane Lamamra           |       |
|       | Vice-ministre de la Défense nationale | Ahmed Gaïd Salah          |       |
|       | Ministre de l’Intérieur et des collectivités locales                                                                                        | Noureddine Bedoui         |       |
|       | Ministre de la Justice, garde des Sceaux | Tayeb Louh                | FLN   |
|       | Ministre des Finances | Hadji Baba Ammi           |       |
|       | Ministre des Affaires maghrébines, de l'Union africaine et de la Ligue des États arabes                                                     | Abdelkader Messahel       |       |
|       | Ministre de l'Industrie et des Mines | Abdeslam Bouchouareb      | RND   |
|       | Ministre de l'Énergie | Salah Khebri              |       |
|       | Ministre des Affaires religieuses et des Wakfs Ministre des Moudjahidine (intérim)                                                          | Mohamed Aïssa             |       |
|       | Ministre de l'Aménagement du territoire, du Tourisme et de l'Artisanat                                                                      | Abdelwahab Nouri          | FLN   |
|       | Ministre de l'Énergie Ministre des Ressources en eau et de l'Environnement (intérim)                                                        | Noureddine Boutarfa       |       |
|       | Ministre de l’Habitat, de l’Urbanisme et de la Ville Ministre du Commerce (intérim)                                                         | Abdelmadjid Tebboune      |       |
|       | Ministre de l'Éducation nationale | Nouria Benghabrit-Remaoun |       |
|       | Ministre de la Formation et de l’Enseignement professionnels Ministre de l'Enseignement supérieur et de la Recherche scientifique (intérim) | Mohamed Mebarki           |       |
|       | Ministre du Travail, de l’Emploi et de la Sécurité sociale                                                                                  | Mohamed El Ghazi          |       |
|       | Ministre de la Culture Ministre des Relations avec le Parlement (intérim)                                                                   | Azzedine Mihoubi          | RND   |
|       | Ministre de la Solidarité nationale, de la Famille et de la Condition de la femme                                                           | Mounia Meslem             |       |
|       | Ministre de la Santé, de la Population et de la Réforme hospitalière Ministre des Transports (intérim)                                      | Abdelmalek Boudiaf        |       |
|       | Ministre de la Jeunesse et des Sports | El Hadi Ould Ali          |       |
|       | Ministre de la Communication | Hamid Grine               |       |
|       | Ministre de la Poste et des Technologies de l’information et de la communication                                                            | Houda-Imane Faraoun       |       |
|       | Ministre de la Pêche et des Ressources halieutiques Ministre de l'Agriculture et du Développement rural                                     | Sid Ahmed Ferroukhi       |       |
|       | Ministre délégué auprès du ministre des Finances, chargé du Budget et de la Prospective                                                     | Hadji Baba Ammi           |       |
|       | Ministre déléguée après du ministre du Tourisme et de l'Artisanat, chargée de l'Artisanat                                                   | Aïcha Tagabou             |       |